# Fátima Ptacek
Fátima Ptacek, född 20 augusti 2000 i New York, är en amerikansk skådespelare. Hon är mest känd för sin huvudroll i den Oscarsbelönade kortfilmen Curfew från 2012, och långfilmsversionen av denna från 2014, Before I Disappear. Hon har också givit röst åt "Dora" i Nickelodeons tecknade TV-serie Dora utforskaren och Dora and Friends: Into the City!.

## Filmografi (ej komplett)
| År        | Film                             | Roll                            |
| --------- | -------------------------------- | ------------------------------- |
| 2007–2010 | Busytown Mysteries               | Sally                           |
| 2008      | One Last Beat                    | Little Girl                     |
| 2009      | Speed Grieving                   | Lucy                            |
| 2009      | Sweet Flame                      | Amber's friend                  |
| 2010      | The Rebound                      | Mozambique Girl                 |
| 2011      | Body of Proof                    | "Buried Secrets" – Becky Salern |
| 2011      | Anything is Possible: The Movie  | Jesse                           |
| 2010–2014 | Dora utforskaren                 | Dora                            |
| 2012      | Curfew                           | Sophia                          |
| 2013      | Tio Papi                         | Angela                          |
| 2013      | Anything is Possible             | Jessee                          |
| 2014      | Before I Disappear               | Sophia                          |
| 2014–2017 | Dora and Friends: Into the City! | Dora                            |
| 2021      | Coast                            | Abby Evans                      |